# 玻璃少年
玻璃少年（硝子の少年）是日本二人組合近畿小子的出道單曲。於1997年7月21日由傑尼斯娛樂唱片公司發行。2008年1月，本单曲被重新制作，发行复刻版。

## 解說
『玻璃少年』是近畿小子出道曲。在首張CD唱片發行前，他們已經曾發表過一些沒有發行CD的歌曲，其知名度已經猶如一般偶像團體。所以這次CD發行可謂在他們在萬事俱備之下出道。
在製作這首歌曲之時，不單是作詞的松本隆，連作曲的山下達郎都說「正因為視取得Oricon銷量榜新上榜第一位及百萬銷量為最低必須條件，所以在製作這首歌時，的確感到相當大的壓力」。有說雖然山下先生自己在製作歌曲時已經充滿困難，但最終仍能基於傑尼斯歌曲一向的風格，順利把這首歌曲做好。縱然在歌曲製作完成後，播放予唱片公司人員聆聽時受到「老土」、「跳不到舞」之類的批評，但他還是斷言「正因這是一首基於對傑尼斯過往歷史的影像而製成的歌曲，適合他們兩個的歌曲就只有這一首！」。辛苦果然最終得到回報，最終這首歌曲被獲選為他們的出道歌曲。雖然在這首歌曲發行之後亦曾同樣受到外間批評，但卻以「很懷舊，但這種懷舊的構思卻又反過來很新鮮」這種評語為多，結果成為了迄今為止，得到兩人歌迷們以外的人也廣為受落。縱然這張單曲是在不利於Oricon銷量榜累計的星期一（日本唱片普遍都會選擇在星期三發售）發行，但經Oricon統計首批銷售量仍達31.5萬張的紀錄，合計有178.6萬張的銷量，成為了在Oricon銷量榜頭100位內停留達31個星期的長紀錄。而根據傑尼斯娛樂公佈，發行數目直至現在為止共有265萬張。
這張單曲是以當時CD單曲市場上較低售價的500日圓發售，基於預計多數人會與同日一同發售的『A album』（2500日圓）一併購入居多，所以初回限定版會贈送一個桌上月曆，連同『玻璃少年』及『A album』一同包裝發售。初回限定版包裝共製作了100萬個並全部售出，所以根據Oricon統計『A album』亦錄得累積銷量達103.1萬張。另外，因為專輯收錄了一些未發售過的已發表歌曲，亦是該張專輯的成功要素之一。但亦因這種營商手法，發生了在同一星期的Oricon銷量榜裡單曲及專輯的銷量完全一樣的罕有事情。雖然這樣能創造一個很好的紀錄數字，但同時也惹來一班純樂迷的批評。事實上，這種促使歌迷重覆購買的方法，從這張唱片成功過後就成為了傑尼斯娛樂的既定做法。現在唱片發行時，初回限定版及同牒的通常版同時發售成為了基本做法。另外一個成功要素，就是對於500日圓這種低售價，除A面歌曲之外就不再收錄其他歌曲，改之收錄A面歌曲及其純音樂版本亦使唱片得以大賣。這使到其後的單曲亦通常會收錄歌曲的純音樂版本，但同時亦開始收錄多一首或幾首新歌。
另外，在記錄被SMAP的《世界上唯一的花》打破之前，『玻璃少年』這張單曲是傑尼斯事務所銷量最多的單曲。這張單曲是繼近藤真彥的『運動鞋Blues』之後相隔17年，傑尼斯成員第2張銷量達到一百萬的作品，亦是1990年代傑尼斯相關作品中銷量最多的一張。直至現時為止，作為出道曲亦同時是KinKi Kids銷量最多的一張作品。當然，由他們製造金氏記錄所承認的“自出道以來連續獲得單曲銷量榜第1位”紀錄亦是從這張單曲開始。

## 名稱
- 日語原名：
- 中文意思：玻璃的少年
- 香港正東譯名：硝子少年
- 台灣豐華譯名：玻璃少年
- 台灣艾迴譯名：玻璃少年

## 收錄歌曲
1. 玻璃少年（硝子の少年）
  - 作曲：山下達郎
  - 作詞：松本隆
  - 編曲：山下達郎
2. 玻璃少年 (Instrumental)
  - 作曲：山下達郎
  - 作詞：松本隆
  - 編曲：山下達郎

## 参加音乐家
- Arrange, Background Vocal, Keyboards, Electric Guitar: 山下達郎
- Programmer: 橋本茂昭
- Electric Guitar: 佐橋佳幸
- Keyboards,Acoustic Piano: 難波弘之

## 華語歌壇翻唱版本
- 林志穎《搶回你的愛》（1998年專輯《黎明破曉前》收錄曲）